# Svantjärnen (Naverstads socken, Bohuslän)
Svantjärnen är en sjö i Tanums kommun i Bohuslän och ingår i Enningdalsälvens huvudavrinningsområde.